# سریاس
سریاس، روستایی از توابع بخش باینگان شهرستان پاوه در استان کرمانشاه ایران است.

## جمعیت
این روستا در دهستان شیوه‌سر قرار دارد و براساس سرشماری مرکز آمار ایران در سال ۱۳۹۰، این شهر دارای ۲۰۱ خانوار بوده و جمعیت آن ۸۲۳ نفر است که از این جمعیت، ۳۸۰ نفر زن و ۴۴۳ نفر نیز مرد تشکیل می‌دهد.